# Charlie Korsmo
Charles Randolph Korsmo (Fargo, 20 luglio 1978) è un attore statunitense.

## Biografia
La madre, Deborah Ruf, è una psicologa, mentre il padre John è un politico.
Da bambino ha preso parte a diversi importanti film hollywoodiani tra i maggiori dei primi anni novanta, come Hook - Capitan Uncino; ha preso parte anche ad alcuni spot, fra i quali quello della mortadella Cuor di Paese Ibis, girato in Italia a fianco di Mandala Tayde.
In età adulta i suoi ruoli cinematografici sono stati molto meno frequenti.
Cresciuto a Minneapolis, si è diplomato alla Breck School.
Nel 2000 ha ottenuto la laurea in fisica presso il "Massachusetts Institute of Technology".

## Riconoscimenti
Nel 1991 Korsmo ha ricevuto 2 candidature per la sua partecipazione al film Dick Tracy (1990), una ai Saturn Award e l'altra agli Young Artist Awards.
Nel 1993 ha vinto lo Young Artist Awards per la sua prova nel film Hook - Capitan Uncino.

## Filmografia parziale
- Gli uomini della mia vita (Men Don't Leave) (1990)
- Dick Tracy (1990)
- Heatwave - Onda di fuoco (Heat Wave) (1990)
- Tutte le manie di Bob (What About Bob?) (1991)
- Un medico, un uomo (The Doctor) (1991)
- Hook - Capitan Uncino (Hook) (1991)
- Giovani, pazzi e svitati (Can't Hardly Wait) (1998)
- Chained for Life (2018)
- A Different Man (2024)